# Israel ben Eliezer

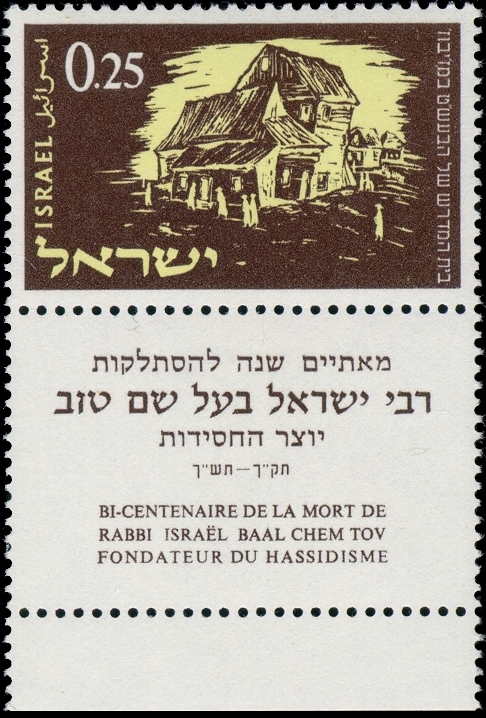
Selo israelense de 1961 rememorando o bicentenário da morte de "Rabi Israel Baal Shem Tov"

Rabi Israel ben Eliezer (em hebraico רבי ישראל בן אליעזרou) ou Baal Shem Tov (em hebraico:  בעל שם טוב, /ˌbɑːl ˈʃɛm ˌtʊv,_ˌtʊf/) também conhecido pelo acrônimo Besht (Okopy, Podólia, então parte da Comunidade Polaco-Lituana, c. 1700 – Medzhybizh, Ucrânia, 22 de maio de 1760) era um místico judeu, curandeiro e xamã da Polônia que é considerado o fundador do judaísmo hassídico. "Besht" é a sigla que significa "Um com o bom nome" ou "um com uma boa reputação".
A pouca informação biográfica sobre o Besht vem de tradições orais transmitidas por seus alunos ( Jacob Joseph de Polonne e outros) e dos contos lendários sobre sua vida e comportamento coletados em Shivḥei ha-Besht (Em louvor ao Ba'al Shem Tov; Kapust e Berdychiv, 1814-15).
Um princípio central no ensinamento do Baal Shem Tov é a conexão direta com o divino, "dvekut", que é infundido em todas as atividades humanas e em todas as horas de vigília. A oração é de suprema importância, juntamente com o significado místico das letras e palavras hebraicas. Sua inovação está em "encorajar os adoradores a seguir seus pensamentos perturbadores até suas raízes no divino".

## Doutrinas
O Ba'al Shem Tov disse: “Pois antes de orar pela redenção geral, deve-se orar pela salvação pessoal de sua própria alma” (Toledot Ya'akov Yosef). Em uma carta a Abraham Gershon (datada de 1751), ele descreveu seu diálogo com o Messias durante uma ascensão espiritual em Rosh Ha-Shanah, 1747: “Perguntei ao Messias: 'Quando você virá, mestre', e ele me respondeu: 'Quando seu aprendizado for conhecido e revelado ao mundo e sua fonte se espalhar e todos puderem recitar yiḥudim e experimentar a ascensão espiritual como você puder...' e eu fiquei surpreso e profundamente entristecido por isso, e me perguntei quando isso aconteceria” (Ben Porat Yossef).
Disse que um “homem está ocupado com necessidades materiais, e seu pensamento se apega a Deus, ele seja abençoado” (Ketonet Passim (1866), 28a).
Disse das letras da Torá: "De acordo com o que aprendi com meu mestre e professor, a principal ocupação da Torá e da oração é que a pessoa deve se apegar à espiritualidade da luz do Ein Sof encontrada nas letras da Torá e da oração, que é chamada de estudo por sua próprio bem."
O conceito de zaddik do Besht é da existência de indivíduos superiores cujas qualidades espirituais são maiores que as de outros seres humanos e que se destacam em seu nível superior de devekut. Esses indivíduos influenciam a sociedade, e sua tarefa é ensinar as pessoas a adorar a Deus por meio do devekut e levar os pecadores ao arrependimento.

## Influência no hassidismo
Os desenvolvimentos posteriores do hassidismo são ininteligíveis sem considerar a opinião de Besht sobre a relação adequada do homem com o universo. A verdadeira adoração a Deus consiste no apego e na unificação com Deus. Para usar suas próprias palavras, “o ideal do homem é ser ele mesmo uma revelação, reconhecer-se claramente como uma manifestação de Deus”. O misticismo, disse ele, não é a Cabala, que todos podem aprender; mas esse senso de verdadeira unidade, que geralmente é tão estranho, ininteligível e incompreensível para a humanidade quanto dançar é para uma pomba. No entanto, o homem que é capaz desse sentimento é dotado de uma intuição genuína, e é a percepção de tal homem que é chamada de profecia, de acordo com o grau de seu discernimento. Disso resulta, em primeiro lugar, que o homem ideal pode reivindicar autoridade igual, Este foco na unidade e revelação pessoal ajuda a ganhar a sua interpretação mística do judaísmo o título de Panenteísmo.
Um segundo e mais importante resultado da doutrina é que através de sua unidade com Deus, o homem forma um elo de ligação entre o Criador e a criação. Assim, modificando ligeiramente o versículo bíblico, Hab. 2:4, Besht disse: “O justo pode vivificar por sua fé.” Os seguidores de Besht ampliaram essa ideia e consistentemente deduziram dela a fonte da misericórdia divina, das bênçãos, da vida; e que, portanto, se alguém o ama, pode participar da misericórdia de Deus.
No lado oposto da moeda, o Baal Shem Tov advertiu os hassidim:
Amaleque ainda está vivo hoje... Toda vez que você sente uma preocupação ou dúvida sobre como Deus está governando o mundo, é Amaleque lançando um ataque contra sua alma. Devemos eliminar Amaleque de nossos corações quando e onde quer que ele ataque, para que possamos servir a Deus com completa alegria.
Pode-se dizer do hassidismo que não há outra seita judaica em que o fundador seja tão importante quanto suas doutrinas. O próprio Besht ainda é o verdadeiro centro dos hassidim; seus ensinamentos quase caíram no esquecimento. Como Schechter (“ Estudos do Judaísmo ”, p. 4) observa: “Para os hassidim, Baal-Shem [Besht] ... foi a encarnação de uma teoria, e toda a sua vida a revelação de um sistema.”